# 龍鳳香車
《龍鳳香車》（或譯《蓬車隊》）是一部1953年由文森特·明内利執導、佛雷·亞斯坦和賽德·查里斯主演的美國浪漫喜剧歌舞片。劇情講述了一位年老的音樂劇明星希望用一場百老匯表演來重新出發。儘管並不理想的首映票房成績，本片與1952年的《萬花嬉春》等常被認為是米高梅最優秀的音樂歌舞片之一。
本片的歌曲大部份由長年好萊塢創作搭檔—作曲家亞瑟·舒沃茲和作詞家霍華德·迪茨創作，並由麥克·基德負責編舞與曲目編排。本片的部分歌曲沿用自1931年由喬治·S·考夫曼創作、舒沃茲與迪茨負責詞曲創作、由愛黛兒與佛雷·亞斯坦姐弟主演的音樂劇，恰好也叫《龍鳳香車》。
舒沃茲與迪茨為本片新創作的歌曲〈That's Entertainment!〉在上映後大受歡迎，並與另一首從原版音樂劇中沿用、由康拉德·薩林格管弦樂編曲的〈Dancing in the Dark〉一同輩收錄進《美國流行金曲簿》中。本片中由亞斯坦主唱的〈A Shine on Your Shoes〉原本取自另一齣由舒沃茲與迪茨創作詞曲的音樂劇《Flying Colors》（1932年），但在本片被爵士樂編曲家史基普·馬丁重新改編，以展示亞斯坦的音樂才華。
本片的音樂總監為阿道夫·德意志，而設計製作則是由首次涉足電影界的奧利弗·史密斯負責。本片一共入圍了三項奧斯卡獎，分別是最佳彩色片服裝設計、最佳歌舞片配樂和最佳原創劇本。
1995年，《龍鳳香車》因在「文化上、歷史上或美學上具重要意義」而被美國國會圖書館選入國家影片登記表保存。本片也被美国电影学会列入AFI百年百大歌舞電影的第17名。

## 劇情
托尼·亨特（Tony Hunter）曾經是位在舞台和大銀幕上活躍的著名音樂喜劇明星，但在三年沒有出演任何電影之後就被世人淡忘。亨特從好萊塢回到紐約，雖然被記者在大中央總站認出來，不過記者很快就被搭同一班車的大明星愛娃·嘉德納吸引而無視掉他。亨特的好友萊斯特（Lester）和莉莉·馬頓（Lily Marton）夫婦熱情歡迎他，兩人接著跟他說他們最近寫了一部輕歌劇作品，並想讓托尼出演，成為他的復出之作。不僅如此，被夫婦倆評為「無所不能」的業界才人傑佛瑞·科爾多瓦（Jeffrey Cordova）也對這部劇產生了興趣。
傑佛瑞在聽了莉莉概述了新劇的劇情後，便稱讚這部劇是對浮士德題材優秀的重新詮釋，並認為托尼和他應當分別飾演劇中的主角和惡魔。馬頓夫婦很高興傑佛瑞能演出兼出任導演，但托尼對浮士德題材還是有所顧慮。為了說服托尼，傑佛瑞稱戲劇中流派之間的界限是人為的，「比爾·莎士比亞」和比爾·羅賓遜都是娛樂的一部分，並當場帶領其他三人唱起了〈That's Entertainment!〉，成功說服托尼參演，而傑佛瑞也讓馬頓夫婦將劇本改寫得更加黑暗和盛大。
傑佛瑞成功邀請到美麗又有才華的芭蕾舞孃「蓋比」蓋布麗埃爾·傑拉德（Gabrielle "Gaby" Gerard）和她的男友兼編舞與經紀人保羅·伯德（Paul Byrd）加入製作陣容，盡管保羅總是覺得這部劇不適合蓋比。托尼和蓋比每次見面時都總會互相諷刺和敵視彼此，但這實際上是因為兩人都覺得自己才華遠不如對方而造成的不安全感導致的。
托尼和蓋比的衝突達到讓托尼忍無可忍的地步，他氣得離開劇院。蓋比之後私下在托尼的飯店房間裡會見他，談論著托尼收藏的畫作真跡。兩人把煩惱拋在一邊，去乘坐馬車，一起跳舞，並意識到他們可以好好合作。兩人冰釋前嫌也開始墜入愛河。
新劇在紐黑文市的災難性首演後，托尼要求傑佛瑞將作品改回馬頓夫婦設想的輕喜劇。傑佛瑞表示雖然因為原來的贊助者退出的緣故，他們必須找新的贊助者，他也喜見這個改變，除非托尼能負責的話。托尼接受了，並用他的藝術收藏來資助製作。保羅表示這部劇不再適合蓋比並退出了製作陣容，他本期望蓋比也會跟著退出，但她很高興留下來與托尼一起工作。
經過幾週的巡迴演出以完善新版音樂曲目後，修改後的戲劇在百老匯首演時大受歡迎，蓋比和托尼也走到了一起。

## 演員

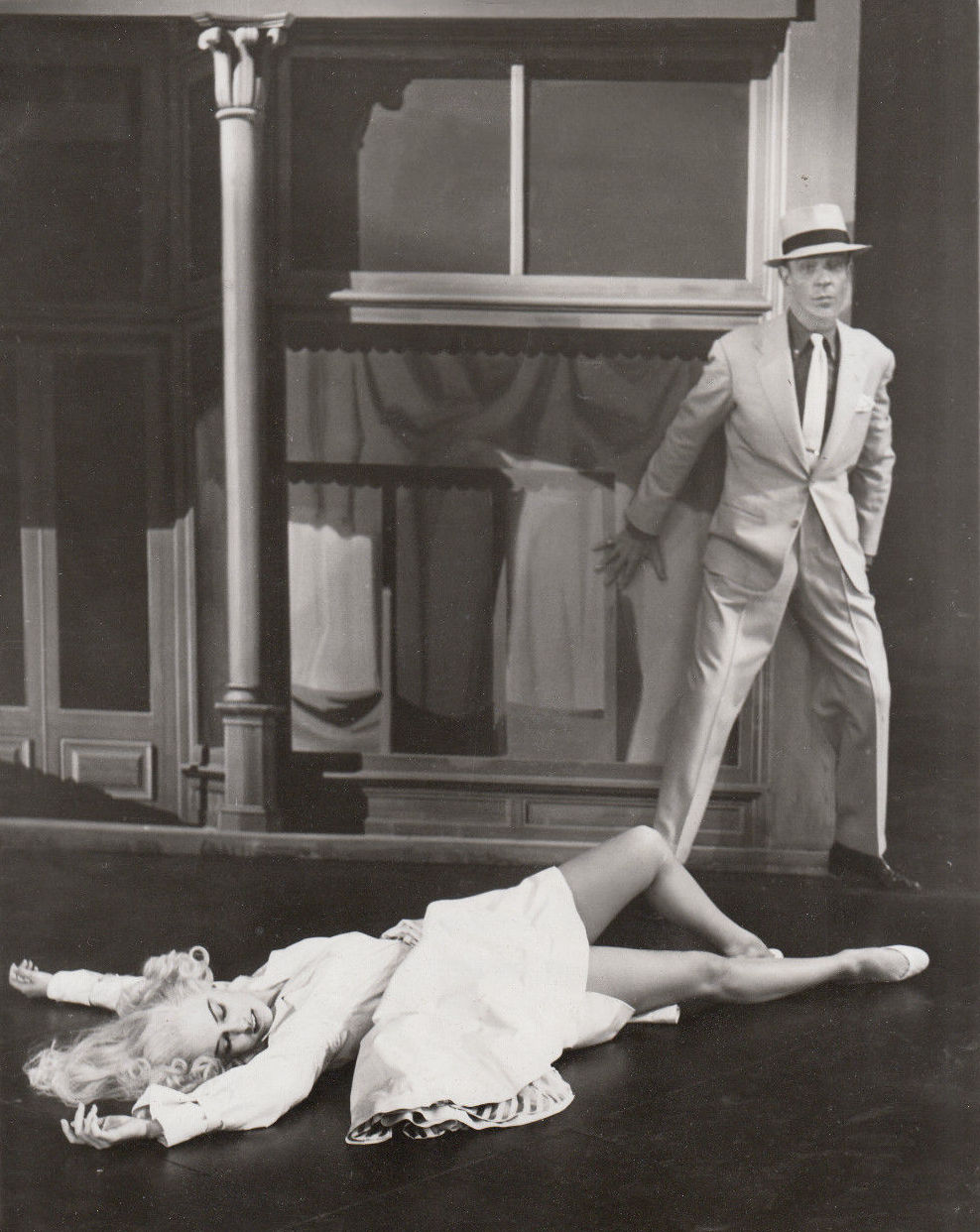
佛雷·亞斯坦和賽德·查里斯在〈Girl Hunt Ballet〉一幕中

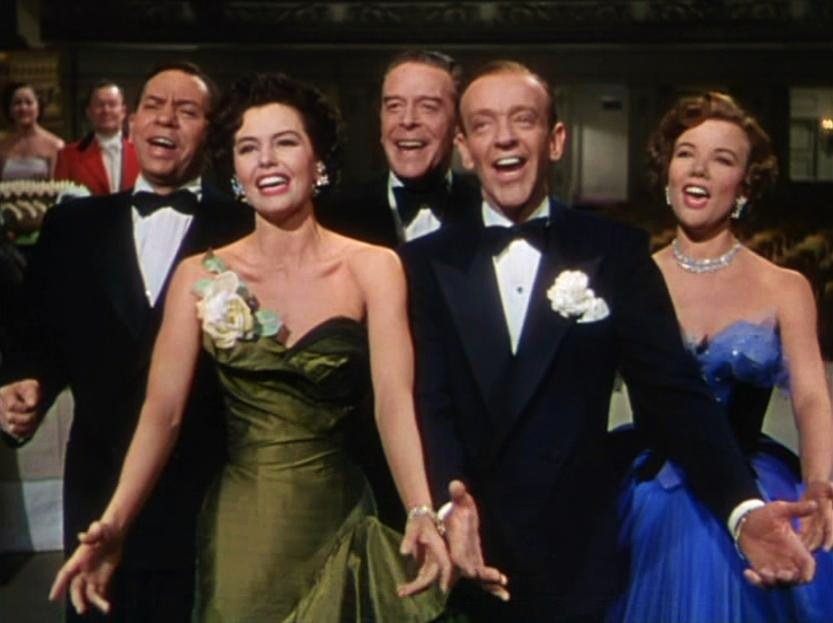
電影結尾〈That's Entertainment! (歌曲)〉的再次演出一幕。左至右：奧斯卡·黎凡特、賽德·查里斯傑克·布坎南、佛雷·亞斯坦和南妮特·法布雷。

- 佛雷·亞斯坦飾演托尼·亨特（Tony Hunter）
- 賽德·查里斯飾演蓋布麗埃爾·傑拉德（Gabrielle Gerard）
- 奧斯卡·黎凡特（英语：Oscar Levant）飾演萊斯特·馬頓（Lester Marton）
- 南妮特·法布雷飾演莉莉·馬頓（Lily Marton）
- 傑克·布坎南（英语：Jack Buchanan）飾演傑佛瑞·科爾多瓦（Jeffrey Cordova）
- 詹姆斯·米切爾（英语：James Mitchell (actor)）飾演保羅·伯德（Paul Byrd）
- 羅伯特·吉斯特（英语：Robert Gist）飾演哈爾·班頓（Hal Benton）

無掛名演出
- 印蒂雅·亞當斯（英语：India Adams）擔當賽德·查里斯的歌聲
- 愛娃·嘉德納飾演她自己（客串）
- 瑟斯頓·霍爾（英语：Thurston Hall）飾演崔普上校（Colonel Tripp）
- 道格拉斯·福利（英语：Douglas Fowley）飾演拍賣員
- 瑪姬·布雷克（英语：Madge Blake）飾演投資者
- 茱蒂·倫敦（英语：Judy Landon）飾演劇團中的舞者
- 鮑比·華生（英语：Bobby Watson (actor)）飾演鮑比（Bobby）
- 蘇·凱西（英语：Sue Casey）飾演遊戲廳裡的高挑女子
- 李羅伊·丹尼爾斯（英语：Leroy Daniels）飾演〈Shine on Your Shoes〉一幕中在遊戲廳裡的擦鞋工
- 亨利·柯登（英语：Henry Corden）飾演管弦樂團團長
- 茱莉·紐瑪（英语：Julie Newmar）飾演〈Girl Hunt Ballet〉一幕中的女模特/女歌舞團員
- 佛雷德·奧德里奇（英语：Fred Aldrich）飾演熱狗小販
- 理查·亞歷山大（英语：Richard Alexander (actor)）飾演舞台工作人員
- 吉米·湯普森（Jimmy Thompson）飾演吉米（Jimmy）
- 羅伊·恩格爾（英语：Roy Engel）飾演記者
- 埃莫瑞·帕內爾（英语：Emory Parnell）飾演火車上的男人
- 赫伯·維格倫（英语：Herb Vigran）飾演火車上的男人
- 迪·特內爾（Dee Turnell）飾演芭芭拉（Barbara）
- 迪·哈特佛（英语：Dee Hartford）飾演〈Girl Hunt Ballet〉一幕中的女模特

## 音樂
來源：
1. 〈By Myself（英语：By Myself (1937 song)）〉 – 托尼演唱（此曲原本出自1937年百老匯音樂劇《Between the Devil（英语：Between the Devil）》）
2. 〈Penny Arcade〉 – 器樂曲
3. 〈Shine on Your Shoes〉 – 托尼與擦鞋工演唱（此曲原本出自1932年百老匯音樂劇《Flying Colors（英语：Flying Colors (musical)）》）[5][6]
4. 〈National Emblem〉 – 器樂曲
5. 〈Oedipus Bridge〉 – 傑佛瑞與合唱團演唱
6. 〈That's Entertainment!（英语：That's Entertainment! (song)）〉 –傑佛瑞與托尼、萊斯特和莉莉演唱
7. 〈The Beggars Waltz〉 – 器樂曲，由蓋布麗埃爾、保羅與芭蕾舞團演出舞蹈
8. 〈Dancing in the Dark（英语：Dancing in the Dark (Howard Dietz and Arthur Schwartz song)）〉 – 器樂曲，由蓋布麗埃爾、托尼演出舞蹈
9. 〈You and the Night and the Music（英语：You and the Night and the Music）〉 – 合唱團演唱，由蓋布麗埃爾、托尼演出舞蹈
10. 〈The Egg〉 – 器樂曲
11. 〈Something to Remember You By〉 – 合唱團演唱
12. 〈High and Low〉– 合唱團演唱
13. 〈I Love Louisa〉 – 托尼、萊斯特和莉莉演唱
14. 〈Sweet Music〉 – 器樂曲
15. 〈New Sun in the Sky〉 – 蓋布麗埃爾演唱
16. 〈I Guess I'll Have to Change My Plan（英语：I Guess I'll Have to Change My Plan）〉 – 托尼與傑佛瑞演唱
17. 〈Louisiana Hayride〉 – 莉莉與合唱團演唱（此曲原本出自1932年百老匯音樂劇《Flying Colors》）
18. 〈Triplets〉 – 托尼、傑佛瑞與莉莉演唱（此曲原本出自1937年百老匯音樂劇《Between the Devil》）
19. 〈The Girl Hunt Ballet〉 –  器樂曲，由蓋布麗埃爾、托尼演出舞蹈
20. 〈For He's a Jolly Good Fellow（英语：For He's a Jolly Good Fellow）〉 –  合唱團演唱
21. 〈That's Entertainment!〉（再現/終曲） – 萊斯特、蓋布麗埃爾、傑佛瑞、托尼和莉莉演唱

除此以外，電影本來也拍好了由查里斯帶來的歌舞表演〈Two-Faced Woman〉曲目，歌唱部分一樣由印蒂雅·亞當斯配音，但最終沒有用上。由亞當斯錄製的這首歌曲之後被用在1953年電影《情焰心聲》中，並由瓊·克勞馥對嘴演出。查里斯版〈Two-Faced Woman〉的影片於1994年首次收錄在米高梅推出的合輯電影《娛樂精華3》中，之後又在2005年成為《龍鳳香車》DVD發行版的特別收錄內容。

## 票房
本片在无线电城音乐厅上映的首七週的票房為104萬4千美元。根據米高梅的記錄，本片在美國和加拿大為公司賺進230萬美元的發行商租金，在其他國家則有120萬2千美元的租金。

## 舞台劇改編版
本片改編的音樂舞台劇《Dancing in the Dark》於2008年3月4日至4月20日在聖地亞哥舊環球劇院上演，並計畫要搬到百老匯演出。該劇由蓋瑞·格里芬擔任導演、道格拉斯·卡特·比恩撰寫劇本以及華倫·卡萊爾（Warren Carlyle）擔任編舞。演出卡司則有派崔克·佩奇飾演傑佛瑞·科爾多瓦、瑪拉·大衛飾演蓋布麗埃爾·傑拉德以及史考特·巴庫拉飾演托尼·亨特。鮑伯·維里尼（Bob Verini）在《綜藝雜誌》上評論此劇中寫道「一旦拋棄了無關和自相矛盾的元素，這輛重組的《龍鳳香車》就沒有理由不能高飛。」

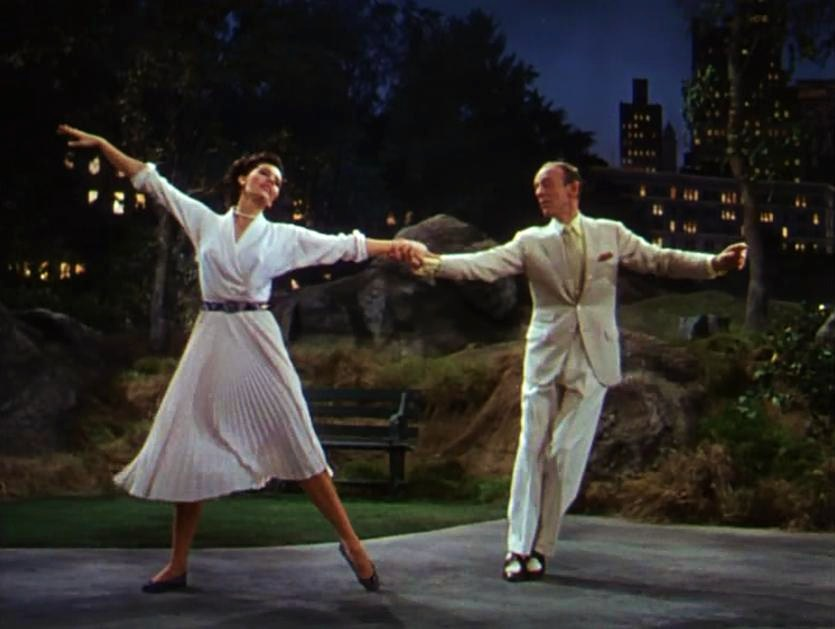
賽德·查里斯和佛雷·亞斯坦在電影中歌曲〈Dancing in the Dark (霍華德·迪茨和亞瑟·舒沃茲歌曲)〉一幕的表演。

《Dancing in the Dark》經修改後改回了原名《龍鳳香車》（The Band Wagon），並於2014年11月作為系列音樂會《安可！》的特別活動在紐約市中心演出，演出卡司有布萊恩·史托克斯·米歇爾、特蕾西·厄尔曼、麥可·麥基恩、托尼·謝爾登、勞拉·奧斯尼斯等人，並由凱瑟琳·馬歇爾擔當導演及編舞。

## 迴響
史提夫·馬丁和吉爾達·拉德納曾在1978年4月22日播出的《週六夜現場》節目中戲仿了本片的〈Dancing in the Dark〉一幕。